# Barbara Voors
Barbara Anne Voors, född 28 september 1967 i Stockholm, är en svensk journalist och författare. Barbara Voors växte upp i Iran och kom till Sverige som elvaåring. Barbara Voors har skrivit böcker för både vuxna och barn.

## Biografi
Voors är uppvuxen i Iran. Pappan var holländare och arbetade på Exportrådet, och hennes mamma på svenska ambassaden. När Barbara Voors var tolv år utbröt revolutionen i Iran och familjen blev tvungen att flytta tillbaka till Sverige. Samtidigt skildes föräldrarna och det blev en omtumlande tid för Voors, men det blev också början på hennes författarbana. Persiska är hennes andra språk och uppväxten i Iran ser hon som en tillgång i livet när det gäller att förstå andra kulturers sätt att leva.
Barbara Voors är gift och har två barn. Hon gick ut journalisthögskolan 1990. Under en kort tid arbetade Voors som departementssekreterare med inriktning på barnrättsfrågor. Voors leder skrivarkurser i Stockholm och undervisar också i ämnet storytelling på Konstfack. Hon arbetar även som moderator för olika biståndsorganisationer som Svenska FN-förbundet, Sida och Unicef där hon dessutom jobbar med skrivande. Intresset för utvecklingsfrågor och mänskliga rättigheter är stort.
I juni 1998 var Barbara Voors sommarvärd i Sveriges radios Sommar i P1.

### Författarskap
Efter att ha vunnit en novelltävling med pengar som pris, deltog Barbara Voors i en skrivarkurs i Skottland och debuterade 1990 med kärleksromanen Älskade du. Hon skriver själv om boken: "Kanske kan bara en 22-åring skriva så stora ord om kärleken såsom jag, när jag under några sommarmånader skrev Älskade du."  Romanen handlar om kärlek, mest om avsaknaden av den. Relationen mellan man och kvinna utforskas även fortsättningsvis i romanerna Akvarium, 1991, och Tillit till dig, 1993. Resultatet blir människor som på grund av en kärlekslös uppväxt med frånvarande föräldrar inte själva lyckas skapa relationer som fungerar.
När elefanterna dansar, 1994, är en reseberättelse från bland annat Tanzania, dit Voors reste för att möta människor i deras vardagliga liv. Tidigare hade hon genom olika biståndsorganisationer arbetat i ett flertal afrikanska länder. Boken är ett resereportage som även reflekterar över västvärldens relation till utvecklingsländerna.
Barbara Voors första kapitelbok Mamman som tjatade så att hon dog, 2005, är en sorglustig historia som berättar om två flickor vars mamma ständigt tjatar. En morgon har hon tjatat så mycket att hon dör i en snödriva. Döttrarna, Ellen och Frida, får klara sig själva. I Flickorna som var vakna för länge, 2006, och Pappan som rymde hemifrån, 2007, fortsätter bekantskapen med Ellen och Frida. Dessa tre böcker är illustrerade av Jeanette Milde.
Ett flertal av Voors böcker är översatta till holländska, tyska, danska och finska.

### Barnböcker
- Fredrikas fräkneunion 1994 (ingår i Stora högläsningsboken), Stockholm: Bonnier Carlsen,  ISBN 91-638-2757-3
- Mamman som tjatade så att hon dog 2005, Stockholm: Rabén & Sjögren, ISBN 91-29-66211-7
- Flickorna som var vakna för länge 2006, Stockholm: Rabén & Sjögren,  ISBN 91-29-66419-5
- Pappan som rymde hemifrån 2007, Stockholm: Rabén & Sjögren,  ISBN 9789129666717
- Emmy Moréns dubbla liv 2010, Stockholm: Rabén & Sjögren,  ISBN 978-91-29-67010-3

### Romaner
- Älskade du 1990, Stockholm: Gedin,  ISBN 978-91-29-67010-3
- Akvarium 1991, Stockholm: Gedin, ISBN 91-7964-100-8
- Tillit till dig 1993, Stockholm: Gedin,  ISBN 91-7964-145-8
- När elefanter dansar 1994, Stockholm: Gedin,  ISBN 91-7964-168-7
- Syster min 1997, Stockholm: Gedin,ISBN ISBN 91-7964-239-X
- Sömnlös 2000, Stockholm: Wahlström & Widstrand,ISBN 91-46-17765-5
- Smultronbett 2003, Stockholm: Ordupplaget, ISBN 91-89618-28-9
- Mina döttrars systrar 2004, Stockholm: Bonnier, ISBN 91-0-010453-1
- Islossning 2007, Stockholm: Bonnier, ISBN 9789100113100
- Fantomsmärtor 2010, Stockholm: Bonnier, ISBN 978-91-0-012273-7

### Övrigt
- 1994 -  Vad är det vi säger när vi skriver?: en reflektion över det språk som används i de enskilda organisationernas tidningar. Stockholm: Sydpunkten. Libris 7796003. ISBN 91-972034-8-3
- 1997 - Migranter : om världen i Sverige. - Norrköping : Statens invandrarverk, 1997(05), s. 48-52. - ISSN 1400-4976 [10]
- 1998 - Smaken av tulpanlökar. Ingår i  Att odla papaya på Österlen : nitton författare om dubbel kulturell identitet / redaktör: Anette Masui ; [foto: Urszula Striner]. - Stockholm : Rabén Prisma, 175 s. : ill. - ISBN 91-518-3268-2[10]
- 1999 - Orkan, Minga; Bergström Anna, Voors Barbara (1999). För barnets bästa: om barn- och barnrättsfrågor i det internationella utvecklingssamarbetet : en kartläggning. Stockholm: Enheten för globalt samarbete, Utrikesdep. Libris 2944010
- 1999 -  Mitt enda möte: novell. Libris 3030663